# Samniti
Samniti ali Sabeli (latinsko Sabelli) so bili italsko ljudstvo, ki je živelo v Samniju,  južnem srednjem delu Apeninskega polotoka, in se večkrat vojskovalo z Rimsko republiko. 
Njihovo poreklo ni znano. Svojo domovino so imenovali Safinim, kar dokazujeta napis in moto na kovancu, sebe pa Safineis.
Govorili so oskijski jezik in bili verjetno stranska veja Sabincev. V Samniju se je izoblikovala konfederacija, v kateri so bila štiri plemena: Hirpini, Kavdini, Karakeni in Pentri. Leta 354 pr. n. št. so se pridružili Rimljanom v vojni proti Galcem, kasneje pa so postali njihovi sovražniki in se z njimi zapletli v tri samnitske vojne (343–341, 327–304, in  298–290 pr. n. št.). Leta 321 pr. n. št. so premagali Rimljane v bitki na Kavdinskem prevoju, vendar so jih Rimljani sčasoma podjarmili. Kljub temu, da so bili zelo oslabljeni, so se pridružili Piru Epirskemu in Hanibalu v njunih vojnah proti Rimu. Od leta 90 pr. n. št. so se vojskovali  tudi v zavezniški vojni (91-88 pr. n. št.) in kasneje na strani Gneja Papirija Karbona v državljanski vojni proti Luciju Korneliju Suli. Sula jih je v bitki pri Kolinskih vratih leta 82 pr. n. št. dokončno porazil. Sula je še isto leto izvedel etnično čiščenje Sabincev, v katerem so iz zgodovine izginili tudi Samniti.

## Zgodovina
Najstarejši zapis, ki omenja Samnite, je pogodba z Rimljani iz leta 354 pr. n. št.,  v kateri je meja med njimi postala reka Liris. Kmalu zatem so izbruhnile samnitske vojne, v katerih so leta 321 pr. n. št. v pomembni bitki v Kavdinski soteski premagali Rimljane. Njihov imperium je dosegel višek leta 316 pr. n. št. po novih osvojitvah rimskega ozemlja. Po letu 290 pr. n. št. je Rimljanov v nekaj težkih bitkah uspelo zlomiti njihovo moč. 
Samniti so bili eno od italskih ljudstev, ki so se v Pirovi vojni vojskovala na Pirovi strani.  Po Pirovem umiku s Sicilije so Rimljani napadli Samnij in v bitki na Kranitskih hribih doživeli težak poraz, po Pirovem porazu pa se Samniti niso mogli več upirati in so se morali ukloniti Rimu.
V drugi punski vojni so se pridružili Hanibalu. V zavezniški vojni 91-88 pr. n. št. so bili Samniti zadnje ljudstvo, ki je kljubovalo Rimljanom. Leta 82 je rimski diktator Lucij Kornelij Sula začel etnično čiščenje svojih najbolj trdovratnih in vztrajnih nasprotnikov. Njegovo čiščenje je bilo tako popolno,  da je Strabon v svoji Geografiji zapisal: »Mesta v Samniju so postala vasi,  večina (Samnitov) pa je popolnoma izginila«. Ostanki samnitskega ljudstva so se razselili.

## Samnitska plemena
- Karakeni
- Kavdini
- Frentani
- Hirpini
- Pentri

## Slavni Samniti
- Gaj Poncij, okoli 320 pr. n. št., vladar
- Gelij Egnacij, okoli 296 pr. n. št., vladar
- Gaj Papij Mutil, 90-89 pr. n. št., vodja upora proti Suli
- Poncij Telezin, Papijev poveljnik
- Poncij Pilat, 5. prefekt rimske province Judeje (26-36 n. št.)
- papež Feliks IV.